# Gleźno
Gleźno [pronunciación en polaco: /ˈɡlɛʑnɔ/] (en alemán: Hohenwalde) es un pueblo ubicado en el distrito administrativo de Gmina Choszczno, dentro del Condado de Choszczno, Voivodato de Pomerania Occidental, en el norte de Polonia occidental. Se encuentra aproximadamente a 6 kilómetros al suroeste de Choszczno  (Arnswalde) y a 59 kilómetros al sureste de la capital regional Szczecin (Stettin).
Antes de 1945, el área fue parte de Alemania. Para la historia de la región, véase Historia de Pomerania.